# 郭健 (1964年)
郭健（1964年-），河北邯郸人，中華人民共和國政治人物，2012年11月，任河北工业大学党委副书记；2015年11月，任河北工业大学校长；2016年9月，任河北大学党委书记。